# 纽约大苹果马戏团
纽约大苹果马戏团是一个位于美国纽约州纽约市的马戏团。它于1977年开业，后来成为一个非营利组织和旅游景点。马戏团以其社区外展计划而闻名，包括小丑醫生、对动物的人道待遇。纽约大苹果马戏团于2016年11月申请破产保护并于2017年2月被Compass Partners收购。马戏团于2017年10月举行了40周年纪念季。  